# Casa de Campo
Casa de Campo är ett skogs- och friluftsområde i Madrid (Spanien), intill Monte de El Pardo. Administrativt hör det till distriktet Moncloa-Aravaca. Det gränsar i söder till Latinadistriktet och i väster med kommunen Pozuelo de Alarcón. Området har en utsträckning av 1 723 hektar.

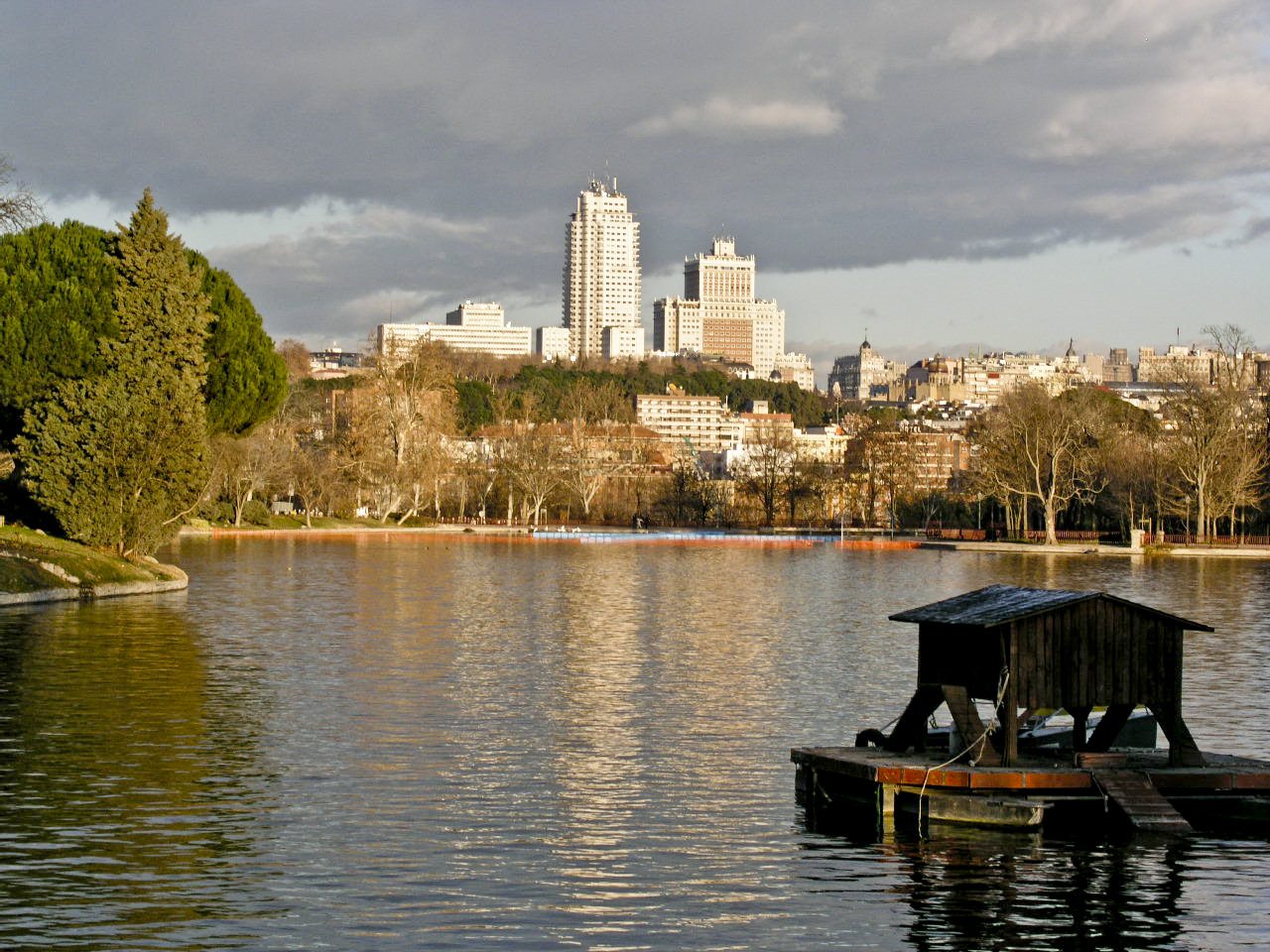
Utsikt över den konstgjorda sjön och in mot staden

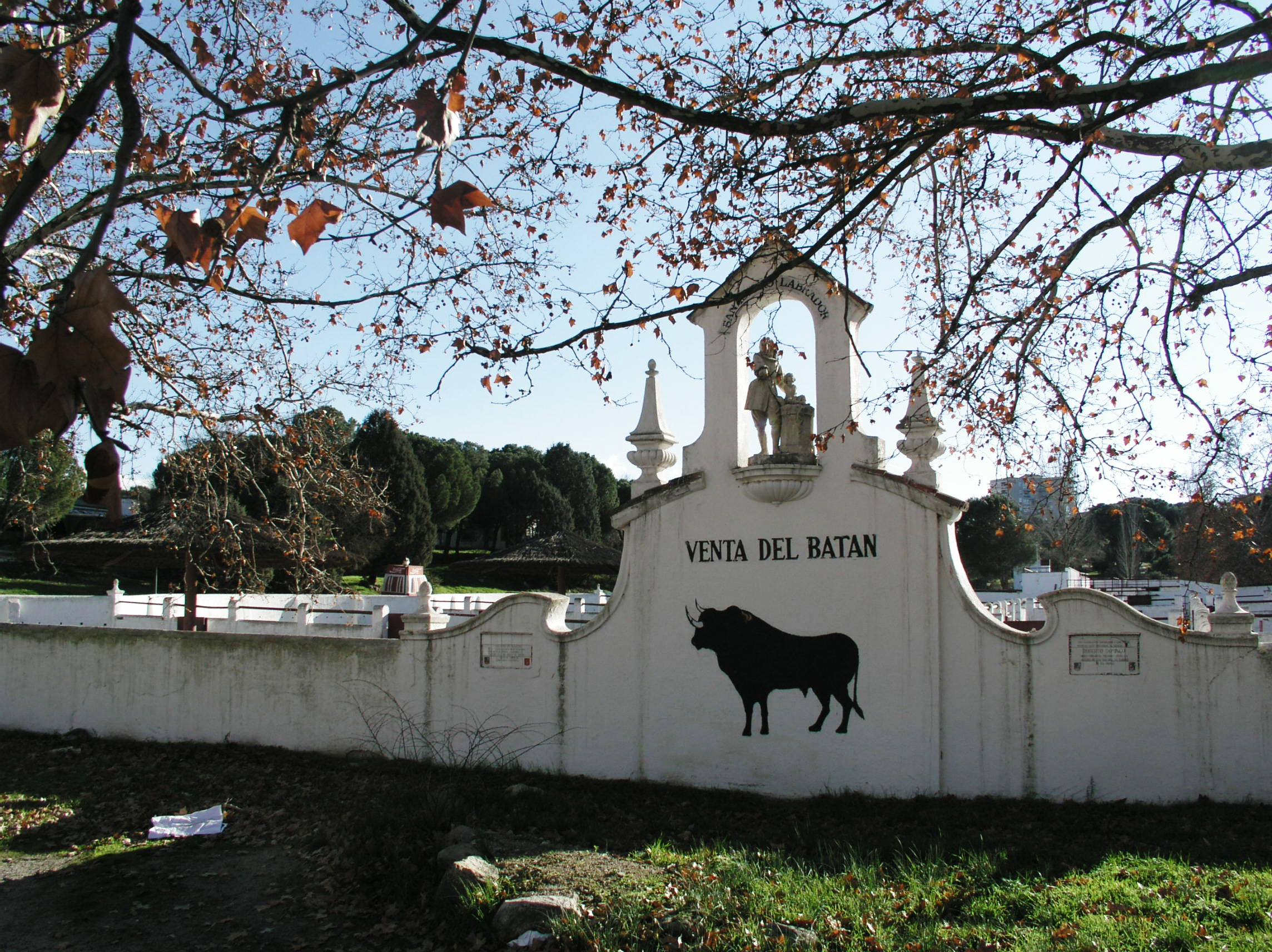
Venta del Batán. Här väntar tjurarna innan de förs till Las Ventas

I området ligger nöjesparken Parque de Atracciones de Madrid, den zoologiska trädgården ( Parque zoológico de Madrid), och den linbana som ansluter till Parque del Oeste, på andra sidan floden Manzanares. I området finns också delar av Ifemas mässområde, idrottsanläggningen Madrid Arena och olika sportanläggningar runt den konstgjorda sjön och i området som ligger närmast ringleden M-30. Några av de gamla mässhallarna (även kända som Feria del Campo) är anläggningar som är byggda för att representera olika spanska regioner och har nu konverterats till restauranger. Den intresserade kan också hitta Venta del Batán, som är den traditionella platsen för att samla tjurarna som senare skall föras till tjurfäktningarna på Las Ventas.
Casa de Campo har historiskt tillhört den spanska kronan och tjänat som jaktområde. Efter proklamationen av "den andra republiken" blev området överlämnat av staten till staden Madrid (1 maj 1931), fast äganderätten formellt sett inte överlämnades till de styrande i Madrid förrän 1963.

## Kommunikationer
- Buss: 25, 33, 55, 65.
- Metro: Linje 5 (station: Casa de Campo), Linje 10 (stationer: Lago, Batán och Casa de Campo).
- Linbana
- Under veckohelger är biltrafiken i området begränsad (vissa vägar stängs av).